# Saison 17 de L'amour est dans le pré
La dix-septième saison de L'amour est dans le pré, est une émission de télévision française de téléréalité, diffusée chaque semaine sur M6 du lundi 22 août 2022 au lundi 14 novembre 2022. Elle est présentée par Karine Le Marchand.
Les portraits des 13 agriculteurs participants à cette saison ont été diffusés les 14 et 21 février 2022.

## Production et organisation

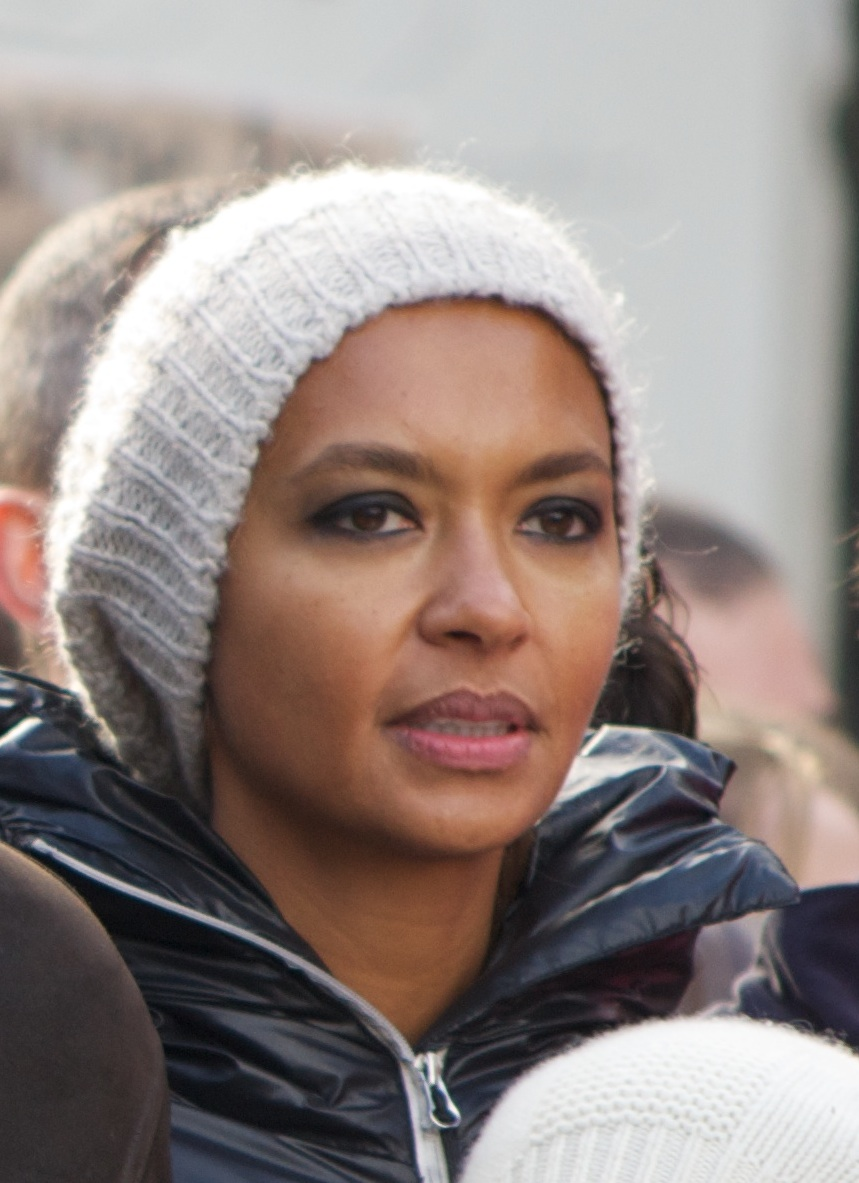
Karine Le Marchand présente l'émission.

Karine Le Marchand, présentatrice depuis la cinquième saison, l'est à nouveau pour cette édition. Elle possède aussi le rôle de voix off.
La société de production Fremantle, produit une fois de plus cette saison.

## Participants
Ci-après, la liste des 13 participants de cette saison. Thierry a déjà participé à la dixième saison du programme.
| Participants | Participants                              | Profession                                         | Âge    | Localisation               | Intéressé par |
| ------------ | ----------------------------------------- | -------------------------------------------------- | ------ | -------------------------- | ------------- |
| ♀            | Agnès                                     | Maître brasseuse                                   | 56 ans | Grand Est                  | Hommes        |
| ♂            | Alain (dit « Alain le Breton »)           | Equi-tourisme                                      | 72 ans | Bretagne                   | Femmes        |
| ♂            | Alain (dit « Alain l'Auvergnat »)         | Éleveur de veaux sous la mère                      | 58 ans | Auvergne-Rhône-Alpes       | Hommes        |
| ♂            | Alexandre                                 | Éleveur laitier et céréalier                       | 36 ans | Normandie                  | Femmes        |
| ♂            | Guillaume (dit «Guillaume l'Auvergnat »)  | Éleveur de vaches allaitantes et ferme pédagogique | 34 ans | Auvergne-Rhône-Alpes       | Hommes        |
| ♂            | Guillaume (dit « Guillaume du Limousin ») | Éleveur de vaches allaitantes                      | 28 ans | Nouvelle-Aquitaine         | Femmes        |
| ♂            | Jean                                      | Éleveur de vaches allaitantes                      | 58 ans | Auvergne-Rhône-Alpes       | Femmes        |
| ♂            | Jean-Paul                                 | Viticulteur                                        | 70 ans | Grand Est                  | Femmes        |
| ♀            | Emmanuelle                                | Viticultrice                                       | 42 ans | Grand Est                  | Hommes        |
| ♀            | Nadège                                    | Inséminatrice équins                               | 30 ans | Bretagne                   | Hommes        |
| ♀            | Noémie                                    | Céréalière et éleveuse de vaches allaitantes       | 24 ans | Bourgogne-Franche-Comté    | Hommes        |
| ♂            | Sébastien                                 | Éleveur de cochons, charcutier et castanéiculteur  | 35 ans | Corse                      | Femmes        |
| ♂            | Thierry                                   | Viticulteur et arboriculteur                       | 65 ans | Provence-Alpes-Côte d'Azur | Femmes        |

## Résumé
- Noémie a invité  Gaël et Romain[4].
- Sébastien a invité Léa et Perrine[4].
- Jean a invité Laurence et Nathalie[4].
- Thierry a invité Sylviane et Rémédios (dite Renée)[5].
- Alexandre a invité Annaïg et Laura [5].
- Jean-Paul a invité Valérie et Devi [6]
- Guillaume l'Auvergnat a invité Tom et Maxime [6]
- Alain l'Auvergnat a invité Alain, Gilbert et Jean-Noël (n'a pas passé de speed-dating en raison du Covid, il a décidé d'inviter à la ferme ses 3 prétendants venus à Paris) [7]
- Guillaume du Limousin a invité Noémie et Margot  [7]
- Nadège a invité Corentin et Maxime [8]
- Alain le Breton a invité Catherine et Marie-Ange [8]
- Agnès a invité Christian et Eric [9]
- Emmanuelle, à la suite de la lecture des courriers, n'a invité aucun prétendant au speed-dating [6]. L'émission se termine donc pour elle, qui promet toutefois d'être présente au bilan [10].

## Audiences et diffusion
En France, l'émission est diffusée les lundis : 14 et 21 février 2022 pour les portraits, et du 22 août 2022 au 14 novembre 2022 pour le reste de la saison. Un épisode dure environ 2 h 10 (publicités incluses), soit une diffusion de 21 h 5 à 23 h 15. Il est découpé en deux parties d'1 h et d'1 h 10, diffusées juste en suivant.
| Épisode et partie | Épisode et partie | Diffusion             | Diffusion     | Audience moyenne          | Audience moyenne                       | Classement des audiences | Réf.   |
| Épisode et partie | Épisode et partie | Jour                  | Horaire       | Nombre de téléspectateurs | Part de marché (sur les 4 ans et plus) | Classement des audiences | Réf.   |
| ----------------- | ----------------- | --------------------- | ------------- | ------------------------- | -------------------------------------- | ------------------------ | ------ |
| 1                 | 1                 | Lundi 14 février 2022 | 21:10 - 22:05 | 3 763 000                 | 18,3 %                                 | 1er                      | [ 13 ] |
| 1                 | 2                 | Lundi 14 février 2022 | 22:05 - 23:15 | 3 100 000                 | 18,6 %                                 | 1er                      | [ 13 ] |
| 2                 | 3                 | Lundi 21 février 2022 | 21:10 - 21:45 | 3 846 000                 | 17,4 %                                 | 1er                      | [ 14 ] |
| 2                 | 4                 | Lundi 21 février 2022 | 21:45 - 22:55 | 3 560 000                 | 18,4 %                                 | 1er                      | [ 14 ] |

| Épisode et partie | Épisode et partie | Diffusion               | Diffusion     | Audience moyenne          | Audience moyenne                       | Classement des audiences | Réf.   |
| Épisode et partie | Épisode et partie | Jour                    | Horaire       | Nombre de téléspectateurs | Part de marché (sur les 4 ans et plus) | Classement des audiences | Réf.   |
| ----------------- | ----------------- | ----------------------- | ------------- | ------------------------- | -------------------------------------- | ------------------------ | ------ |
| 1                 | 1                 | Lundi 22 août 2022      | 21:10 - 22:00 | 3 880 000                 | 19,3 %                                 | 1er                      | [ 15 ] |
| 1                 | 2                 | Lundi 22 août 2022      | 22:00 - 23:15 | 3 770 000                 | 22,6 %                                 | 1er                      | [ 15 ] |
| 2                 | 1                 | Lundi 29 août 2022      | 21:10 - 21:55 | 3 760 000                 | 17,7 %                                 | 1er                      | [ 16 ] |
| 2                 | 2                 | Lundi 29 août 2022      | 21:55 - 23:20 | 3 700 000                 | 21,1 %                                 | 1er                      | [ 16 ] |
| 3                 | 1                 | Lundi 5 septembre 2022  | 21:10 - 21:55 | 3 880 000                 | 18,1 %                                 | 1er                      | [ 17 ] |
| 3                 | 2                 | Lundi 5 septembre 2022  | 21:55 - 23:20 | 3 610 000                 | 21,0 %                                 | 1er                      | [ 17 ] |
| 4                 | 1                 | Lundi 12 septembre 2022 | 21:10 - 21:55 | 4 310 000                 | 19,8 %                                 | 1er                      | [ 18 ] |
| 4                 | 2                 | Lundi 12 septembre 2022 | 21:55 - 23:20 | 3 890 000                 | 22,2 %                                 | 1er                      | [ 18 ] |
| 5                 | 1                 | Lundi 19 septembre 2022 | 21:10 - 21:55 | 3 900 000                 | 17,4 %                                 | 2e                       | [ 19 ] |
| 5                 | 2                 | Lundi 19 septembre 2022 | 21:55 - 23:20 | 3 660 000                 | 20,1 %                                 | 2e                       | [ 19 ] |
| 6                 | 1                 | Lundi 26 septembre 2022 | 21:10 - 21:55 | 3 760 000                 | 16,9 %                                 | 2e                       | [ 20 ] |
| 6                 | 2                 | Lundi 26 septembre 2022 | 21:55 - 23:20 | 3 480 000                 | 18,6 %                                 | 2e                       | [ 20 ] |
| 7                 | 1                 | Lundi 3 octobre 2022    | 21:10 - 21:55 | 4 190 000                 | 18,7%                                  | 2e                       | [ 21 ] |
| 7                 | 2                 | Lundi 3 octobre 2022    | 21:55 - 23:20 | 3 880 000                 | 21,2 %                                 | 2e                       | [ 21 ] |
| 8                 | 1                 | Lundi 10 octobre 2022   | 21:10 - 21:55 | 4 250 000                 | 18,4%                                  | 2e                       | [ 22 ] |
| 8                 | 2                 | Lundi 10 octobre 2022   | 21:55 - 23:20 | 3 730 000                 | 20,1 %                                 | 2e                       | [ 22 ] |
| 9                 | 1                 | Lundi 17 octobre 2022   | 21:10 - 21:55 | 4 580 000                 | 19,6 %                                 | 1er                      | [ 23 ] |
| 9                 | 2                 | Lundi 17 octobre 2022   | 21:55 - 23:20 | 4 390 000                 | 23,8 %                                 | 1er                      | [ 23 ] |
| 10                | 1                 | Lundi 24 octobre 2022   | 21:10 - 21:55 | 4 550 000                 | 20,6 %                                 | 1er                      | [ 24 ] |
| 10                | 2                 | Lundi 24 octobre 2022   | 21:55 - 23:20 | 4 410 000                 | 24,1 %                                 | 1er                      | [ 24 ] |
| 11                | 1                 | Lundi 31 octobre 2022   | 21:10 - 21:55 | 4 190 000                 | 20,6 %                                 | 1er                      | [ 25 ] |
| 11                | 2                 | Lundi 31 octobre 2022   | 21:55 - 23:20 | 4 180 000                 | 24,6 %                                 | 1er                      | [ 25 ] |
| 12                | 1                 | Lundi 7 novembre 2022   | 21:10 - 21:55 | 4 390 000                 | 19,3 %                                 | 1er                      | [ 26 ] |
| 12                | 2                 | Lundi 7 novembre 2022   | 21:55 - 23:20 | 3 970 000                 | 21,8 %                                 | 1er                      | [ 26 ] |
| 13                | 1                 | Lundi 14 novembre 2022  | 21:10 - 21:55 | 4 210 000                 | 18,4 %                                 | 1er                      | [ 27 ] |
| 13                | 2                 | Lundi 14 novembre 2022  | 21:55 - 23:20 | 3 860 000                 | 21,4 %                                 | 1er                      | [ 27 ] |

Légende :
- plus hauts scores d'audiences
- plus bas scores d'audiences